# Yo-Yo Boing!
Yo-Yo Boing! este un roman în limba spangleză de poeta și romanciera portoricană Giannina Braschi. Braschi este autorul trilogiei în proză postmodernă El imperio de los sueños/Imperiul Viselor (1988) și a romanului postcolonial Statele Unite Bananiere (2011). Publicat în 1998, fiind primul român în întregime în spangleză, Yo-Yo Boing! este un hibrid lingvistic literar ce îmbină spaniola, engleză Americană, formând spangleza. Cartea îmbină elemente de poezie, ficțiune, eseu, teatru muzical, manifest, tratat, bastinado, memorii și dramă. The New York Daily News a numit-o "o afirmare vădită a vitalității culturii Latino din Statele Unite ale Americii". Cartea dramatizează tensiuni între culturile Anglo-Americane și Hispanico-Americane în New York.

## Giannina Braschi
Giannina Braschi, membră a National Endowment for the Arts din Statele Unite, este considerată drept o voce influentă și revoluționară în literatura Latino-Americană contemporană. Cartea sa, Imperiul Viselor, o poezie clasică în stil postmodern, a fost publicată pentru prima dată în Spania, în 1988. Lucrarea sa cea mai recentă, Statele Unite Bananiere (2011), este un roman postcolonial. Lucrările lui Braschi explorează teme ce țin de imperiu și independență și capturează provocările și necazurile imigranților Latino-Americani din Statele Unite ale Americii. A câștigat premii și subvenții de la National Endowment for the Arts, New York Foundation for the Arts, PEN American Center, Ford Foundation, InterAmericas, Danforth Scholarship, Reed Foundation, El Diario, Rutgers University, și Puerto Rican Institute for Culture. Cu publicarea lucrării Statele Unite ale Braschi, revista CARAS a numit-o pe Braschi ca fiind unul dintre cei mai importanți portoricani ai anului 2012.

## Descriere
Yo-Yo Boing! are multe exemple de fenomene lingvistice și schimbă frecvent între engleză și spaniolă, așa cum, de altfel, vorbesc milioane de Latino și Hispanic-Americani din Statele Unite și Puerto Rico. Prin dialoguri dramatice și conversații între un cor de voci anonime, lucrarea tratează subiecte diverse precum prejudecățile rasiale, etnice și sexuale, discriminarea, colonialismul, independența teritoriului portorican, revoluția, violența domestică și blocarea creativității scriitorului. În carte, intelectuali și artiști dezbat legi fundamentate în lumea Anglo-Saxonă, campaniile de epurare etnică, și cenzura corporatistă.
Dialogul are, de asemenea, trimiteri la cultura populară, cărți, filme, sex, poezie, inspirație și expresie artistică portoricană din New York. Artiști și celebrități, cum ar fi Woody Allen, Almodovar, Michael Jackson, Madonna, Pavarotti, Martin Scorsese, Fellini,și Nabokov sunt celebrați și batjocoriți. Cadrele trec din acțiuni ce se întâmplă în cartierul Upper West Side al NewYork-ului la serate literare din Lower East Side, găzduite de Nuyorican Poets Cafe, "de la masa din restaurant la peronul metroului, de la coada de la cinema la coada pentru a-ți încasa ajutorul de șomaj, și de la baie la dormitor".

## Link-uri externe
- Autor bio: Biblioteca Congresului, 2012.
- video "Viitorul în Limba spaniolă," Oppenheimer Cadouri, Miami, 21 noiembrie 2009.
- video "Statele Unite Bananiere," Michael Somoroff, Director, New York, în septembrie 2011.
- bilingv , fragmente din "Yo-Yo" Boing!
- Arhivat în 2 aprilie 2015, la Wayback Machine. Evergreen Review
- WAPA TV, "Escritora puertorriqueña que un poco poco se ha abierto paso en Estados Unidos" de Normando Valentin, decembrie 2011.
- "Competițiile la nuyorican de Putere," Arhivat în 19 februarie 2009, la Wayback Machine. programul privind competițiile la nuyorican de cultură, cu Giannina Braschi, produs de: Evan B. Stone & Carrie Pyle pentru TV CURENT.
- Poezie Latino
- ONG News
- Arhivat în 2 aprilie 2015, la Wayback Machine. Evergreen Review